# 일라이어스 델타 부호
일라이어스 델타 부호(Elias delta code)는 양의 정수를 대응시키는 범용 부호이다. 피터 일라이어스가 1975년 논문에서 ‘이중 복합 표현 δ’({\displaystyle C_{\delta }})라는 이름으로 소개했다.
델타 부호로 부호화하는 과정은 다음과 같다.
1. 그 수를 이진법으로 적는다.
2. 숫자의 자릿수를 일라이어스 감마 부호로 적는다.
3. 가장 자릿값이 큰 자리(즉, 맨 왼쪽 자리)를 뺀 나머지 자리들을 뒤에 덧붙인다.

델타 부호를 복호화하는 과정은 다음과 같다.
1. 일라이어스 감마 부호를 먼저 복호화해서 그 값을 N이라고 한다.
2. 다음 N - 1개의 비트를 읽고, 그 앞에 1을 붙여서 이진법으로 읽는다.

감마 부호로 표현된 첫 몇 개의 정수는 다음과 같다.
```
 1 = 2
0
 = 1
 2 = 2
1
 + 
0
 = 010
0

 3 = 2
1
 + 
1
 = 010
1

 4 = 2
2
 + 
0
 = 011
00

 5 = 2
2
 + 
1
 = 011
01

 6 = 2
2
 + 
2
 = 011
10

 7 = 2
2
 + 
3
 = 011
11

 8 = 2
3
 + 
0
 = 00100
000

 9 = 2
3
 + 
1
 = 00100
001

10 = 2
3
 + 
2
 = 00100
010

11 = 2
3
 + 
3
 = 00100
011

12 = 2
3
 + 
4
 = 00100
100

13 = 2
3
 + 
5
 = 00100
101

14 = 2
3
 + 
6
 = 00100
110

15 = 2
3
 + 
7
 = 00100
111

16 = 2
4
 + 
0
 = 00101
0000

17 = 2
4
 + 
1
 = 00101
0001
```

## 참고 자료
- Elias, P. (1975). Universal code length sets and representations of integers. IEEE Trans. Inform. Theory, 21, 194--203.

## 같이 보기
- 일라이어스 감마 부호
- 일라이어스 오메가 부호